# Vittorio Ronchi
Vittorio Ronchi (San Donà di Piave, 22 settembre 1892 – Roma, 3 luglio 1987) è stato un agronomo italiano.

## Biografia
Vittorio Ronchi nasce a San Donà di Piave il 22 settembre 1892. Diplomatosi presso la Scuola enologica di Conegliano, nel 1911 inizia a frequentare il corso di laurea in agraria, prima nell'università di Pisa e poi per un periodo nell'ateneo bolognese. Chiamato alle armi il 4 gennaio 1915, trascorre in trincea tutto il periodo bellico. 
Durante il primo conflitto mondiale si distingue per il suo valore: nel 1916 viene nominato capitano e ottiene numerosi riconoscimenti tra i quali la medaglia d'argento. In seguito all'interruzione degli studi, si laurea a pieni voti a Pisa nel 1919. 
Gli anni successivi alla prima guerra mondiale si evidenziano per l'intensa attività pubblica di Ronchi:

le sue grandi doti di tecnico e di funzionario, infatti, lo portano a dirigere l'Ente di Rinascita Agraria delle Venezie nel 1930 (con il grado di ispettore generale del Ministero dell'Agricoltura); nel 1940 è nominato direttore generale dell'Alimentazione al Ministero, ed opera un piano di riorganizzazione dei servizi. Nel giugno del 1943 viene allontanato da questa attività dal Partito Nazionale Fascista con l'accusa di scarsa collaborazione col Ministero, per poi ritornarvi nel 1945 in qualità di direttore generale del nuovo Ministero dell'Alimentazione.

Nel 1947 viene nominato alto commissario dell'Alimentazione del Governo De Gasperi, nel quale rimane fino al 1950, partecipando anche ai lavori dell'assemblea costituente.
Muore a Roma nel 1987. Nello stesso anno, gli eredi donano la sua intera biblioteca al Comune di San Donà di Piave. La donazione è oggi parte del patrimonio archivistico del Museo della Bonifica.

## Riconoscimenti
Per ricordare i meriti di Vittorio Ronchi l'Unione ex allievi della Scuola Enologica "G. B. Cerletti" ha istituito una medaglia d'oro in suo onore, premio destinato ogni anno al miglior diplomato perito agrario della scuola.

## Opere
- Studio sull'ordinamento di una azienda in bonifica, Treviso, Vianello, 1922.
- Problemi colturali in terre di bonifica, Treviso, Vianello, 1926.
- La trasformazione agraria dell'ex foresta dell'Annone Veneto, Roma, Castaldi, 1927.
- Bonifica di Cava Zuccherina (Venezia), in Studi su trasformazioni fondiarie, Vol. 1, Roma, Treves Dell'Ali, 1930.
- Aspetti tecnici ed economici del problema irriguo nel comprensorio del costituendo Consorzio "Brenta - Avisio", Treviso, Longo e Zoppelli, 1932.
- Sviluppi storici delle bonifiche in Italia: memoria letta alla Società Agraria di Bologna nell'adunanza ordinaria del 7 dicembre 1933, Bologna, Cuppini, 1934.
- Inchiesta sulla piccola proprietà coltivatrice formatasi nel dopoguerra: Tre Venezie, Roma, Tip. Operaia Romana, 1936.
- La situazione alimentare italiana: resoconto stenografico del discorso pronunciato all'Assemblea Costituente nella seduta del 27 settembre 1947, Roma, Tipografia della Camera dei Deputati, 1947.
- Aspetti attuali e futuri della situazione alimentare ed agricola: (resoconto stenografico della conferenza tenuta nell'aula magna dell'Universita di Pisa il giorno 8 novembre 1947), Roma, Istituto Poligrafico dello Stato, 1948.
- Sviluppi tecnici ed organizzativi nella ripresa economica nazionale: (conferenza tenuta alla Accademia dei Georgofili in occasione del 106. anno accademico, Firenze, 28 novembre 1948), Roma, 1948.
- L' alimentazione della nazione italiana durante la seconda guerra mondiale: previsioni per un caso di emergenza, Roma, Centro di alti studi militari, 1949-50.
- Luci ed ombre della viticoltura e della enologia, Roma, Ramo editoriale degli agricoltori, 1950.
- 50 Anni di selezione granaria, 1901-1951: Contributo di A. e M. di Frassineto e del loro Istituto di cerealicoltura al progresso granario italiano, Firenze, Coppini, 1951.
- Consorzi di bonifica e trasformazione fondiaria nel Mezzogiorno: Conferenza dell'assemblea naz. Del s. I. L. B. I. Napoli 29 aprile 1951, Reggio Emilia, Artigianelli, 1951.
- L'emigrazione agricola, Udine, Camera di commercio industria e agricoltura, 1951.
- Le irrigazioni nelle venezie: aspetti agronomici e sociali (relazione al Convegno delle bonifiche venete, 27 maggio 1954), Venezia, Sorteni, 1954.
- Riforme agrarie in Italia: conferenza tenuta presso la Camera di commercio, industria e agricoltura di Udine il 4 giugno 1955, Udine, Camera di commercio industria e agricoltura, 1955.
- Alcuni aspetti strutturali dell'agricoltura italiana e possibilità dell'intervento pubblico, Roma, Quintily, 1956.
- La disidratazione e il suo impiego dell'economia foraggera aziendale, Accademia Galileiana di Scienze, Padova, Lettere ed Arti, 1956.
- Aspetti economici e sociali nel processo evolutivo dell'agricoltura italiana: relazione introduttiva, Roma, Soc. Abete, 1958.
- Un nome una conquista: Porcellasco, Roma, Ramo editoriale degli agricoltori, 1964.
- Silvio Trentin, ricordi e pensieri: 1911-1926, Treviso, Canova, 1975.
- Guerra e crisi alimentare in Italia: 1940-1950. Ricordi ed esperienze, Roma, a cura dell'autore, 1977.